# Marcelino dos Santos

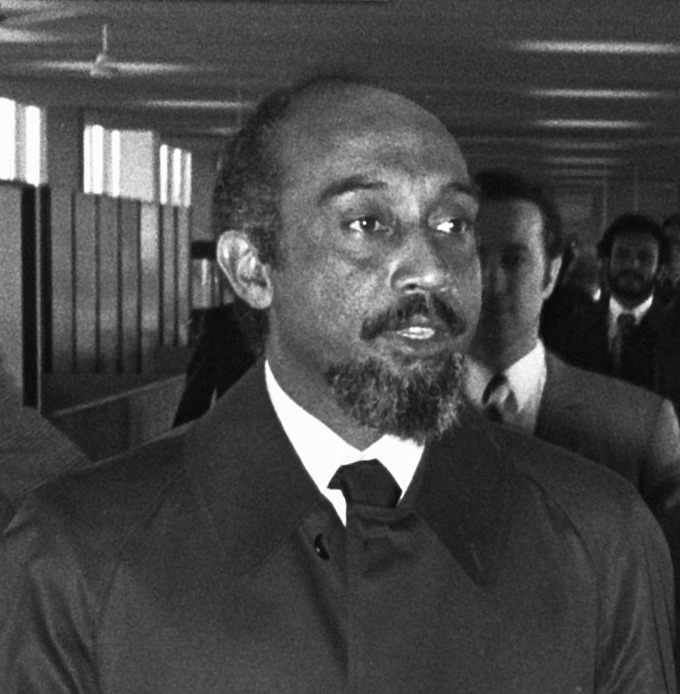
Marcelino dos Santos (1975)

Marcelino dos Santos (* 20. Mai 1929 in Lumbo; † 11. Februar 2020 in Maputo) war ein mosambikanischer Politiker und Schriftsteller.
Er war Gründungsmitglied der FRELIMO, in der er es bis zum Vizepräsidenten brachte. Nach der Unabhängigkeit Mosambiks 1975 wurde Marcelino dos Santos zum ersten Minister für Planung und Entwicklung im Kabinett Machel I. Das Amt behielt er bis zur Wahl des ersten Parlaments des Landes (Assembleia Popular) 1977, als er dessen Präsident wurde. Dieses Amt wiederum hatte er inne bis zur Abhaltung der ersten Mehrparteienwahl im Jahr 1994.
Unter den Pseudonymen Kalungano und Lilinha Micha veröffentlichte er Gedichte in einem Verlag in Lissabon. Unter seinem offiziellen Namen hat er 1987 ein Buch über die Associação dos Escritores Moçambicanos (Mosambikanische Schriftstellervereinigung) unter dem Titel Canto do Amor Natural publiziert.
Am 19. Februar 2020 wurde er am Praça dos Heróis Moçambicanos beigesetzt.